# رزلند (فیلم)
روزلند (انگلیسی: Roseland) فیلمی در ژانر درام به کارگردانی جیمز ایوری است که در سال ۱۹۷۷ منتشر شد.

## بازیگران
- ترزا رایت
- جرالدین چاپلین
- لو جاکوبی
- جوآن کاپلند
- کریستوفر واکن
- لیلیا اسکالا
- دیو توماس
- کنراد جنیس